# Ipiales
Ipiales es un municipio colombiano ubicado en el suroriente del Departamento de Nariño, en la frontera con Ecuador, región del altiplano andino de Túquerres e Ipiales en el área geográfica del Nudo de los Pastos y el pie de monte amazónico. Está situado relativamente cerca a la costa del océano Pacífico y a la línea equinoccial.
La cabecera municipal de Ipiales es el centro económico de la antigua Exprovincia de Obando, ciudad en desarrollo con una amplia oferta de servicios; es la segunda ciudad más importante del Departamento de Nariño, y gracias a su ubicación fronteriza es también el segundo puerto terrestre más importante de Colombia, debido al intercambio comercial con el vecino país del Ecuador.
Ipiales, conocida como la ciudad de las nubes verdes —debido a la coloración con la que ocasionalmente se suele apreciar su cielo— también alberga una variada oferta turística, dentro de la cual se destaca el famoso e imponente Santuario de Nuestra Señora de las Lajas, ubicado a menos de 6 kilómetros del casco urbano y reconocido como patrimonio y bien de interés cultural de la nación.

## Toponimia
El nombre Ipiales deriva del vocablo Ipial, palabra con la cual se identificaba a uno de los cacicazgos de la zona, y que pertenecía a la etnia de los pastos.

## División político-administrativa
Su cabecera municipal está conformada por alrededor de 148 barrios distribuidos en 10 sectores, e incluye también las veredas Yapueta, Urambud, Tusandala, Las Animas, Doce de Octubre, Los Marcos, Cutuaquer Alto, Cutuaquer Bajo, Rumichaca Alto y Santa Rosa.

### Corregimientos
Ipiales tiene constituido el siguientes corregimiento:
| Corregimiento | Centros poblados | Veredas |
| La Victoria   | - La Victoria    | Azuay, El Arrayán, El Cultún, El Salado, El Telíz, La Esfloria, La Estrella, La Palma, Pénjamo, San Antonio, San Jorge, San José Alto, San José Bajo, Villaflor, Villamoreno. |

Centros poblados y veredas sin Jal:
|                       | Centros poblados                                           | Veredas |
| Jardines de Sucumbíos | - Brisas del Rumiyaco - El Empalme - Jardines de Sucumbíos | Alto del Amarradero, Argentina, Brisas del Gavilán, Fronteras del Amarradero, La Playa, Libertad, Paraíso de Sapoyaco, Ranchería, San José de los Pinos, Santa Lucía, Sucumbíos. |
| Las Lajas             | - El Placer - Las Cruces - Las Lajas - Saguarán            | Cofradía, Tola de Las Lajas. |
| San Juan              | - Loma de Suras - San Juan de España - Yanalá              | Boquerón, Laguna de Bacca, Los Camellones. |
| Yaramal               | - Yaramal                                                  | El Capulí, El Mirador, El Rosario, La Floresta, La Orejuela, Llano Grande, Puente Nuevo, Puente Viejo, Santafé, Téquez.                                                          |

## Historia

### Época precolombina
En época prehispánica la comarca estaba habitada por el pueblo de los pastos, el mismo que resistió a la invasión de los incas cuando estos trataron de conquistar la región bajo el mando de Huayna Cápac, hacia 1480. La "Nación de los Pastos" era un conglomerado indígena con asentamientos y poblados, hecho que se sustenta por los hallazgos precolombinos, y es corroborado por los escritos del cronista Pedro Cieza de León en 1545.
Los pastos estaban organizados en cacicazgos, con bohíos circulares en número de cien, "eran agricultores, cazadores, alfareros, orfebres"; creían en la inmortalidad del alma, tenían sus dioses: el sol, la luna, el mono, los ríos, lagunas, montañas; y su santuario en el hoy pictógrafo de los Monos en Potosí y su centro astronómico en el petroglifo de Machines en Cumbal. Eran amantes de la Pacha Mama (madre tierra). Los indígenas Pastos, trabajaron con maestría la cerámica, la orfebrería, los tejidos; poseían conocimientos de astrofísica, medicina tradicional, desarrollo endógeno, educación y derecho propio, y cosmovisión.

### Conquista
Los primeros europeos en llegar a la región fueron: Diego de Tapia, luego Pedro de Añasco y Juan de Ampudia en 1535 al río Ancashmayu (Guáitara); Pedro de Puelles en 1537; y españoles enviados desde Quito por el adelantado Sebastián de Belalcázar, quienes continuaron al centro de lo que sería el Nuevo Reino de Granada.
Los españoles a su arribo encontraron una cultura —la de los pastos— con asentamientos y poblados ya constituidos y organizados por los propios indígenas, como lo señala en 1545 Pedro Cieza de León, en su Crónica del Perú:

«También son comarcanos con estos otros pueblos, cuyos nombres son: Ascual, Mallama, Tucurres, Zapuys, Iles, Gualmatal, Funes, Chapal, Males y Piales, Pupiales, Turca, Cumba. Todos estos pueblos y caciques tienen por nombre Pastos, (…)»

Sin embargo, Pedro de Puelles fundó la primera Villaviciosa de la Concepción en el Alto de las Cruces, en la primera década de junio de 1537, la cual fue destruida por los nativos. Villaviciosa de la Concepción también sería nuevamente fundada en 1539 en el Valle de Atriz, lugar que hoy ocupa la capital del Departamento de Nariño, pasando a llamarse años más adelante como San Juan de Pasto. En 1540, Ipiales fue capital de la provincia de los Pastos. Hacia 1580 “no había huella de fundación española”.

### Fundación y colonia
Luego de años de investigación a cargo del historiador Vicente Cortés Moreno y con el respaldo de la fundación cultural "Sociedad El Carácter", con verificación de diversas fuentes históricas, se pudo establecer que Ipiales fue fundado el 29 de agosto de 1581 como "Parroquia San Pedro Mártir de Ipiales" por el segundo Obispo de Quito Fray Pedro de la Peña, con Real Cédula del rey Felipe II para la Real Audiencia de Quito, en poder del presidente Licenciado Diego de Narváez, dando así origen a la villa o población urbana de la actual ciudad de Ipiales en el lugar que hoy ocupa la Plaza 20 de Julio y la Iglesia Catedral San Pedro Mártir.[cita requerida] Es conocido que la fundación de parroquias, era una de varias estrategias llevadas a cabo por las autoridades españolas para evangelizar en los territorios colonizados, y se aplicaba sobre todo cuando los asentamientos de los pueblos originarios se encontraban dispersos y con baja densidad poblacional, bajo la premisa "un pueblo para una iglesia" en lugar de una iglesia para un pueblo.
Por tradición, se señalaba que la fundación se hizo en 1585 como "Villa de San Pedro Mártir" por los clérigos Andrés Moreno de Zúñiga y Diego de Bermúdez, quienes para la época estuvieron en Pasto, y a quienes se atribuía el traslado del pueblo desde la loma de Puenes (hoy en día uno de los sectores urbanos), al lugar que hoy ocupa el antiguo centro de la ciudad, según publicación de 1927. Esto se consideró un error por algunos historiadores, por el nombre dado como parroquia y no como poblado. Adicionalmente, para la fecha no podía haber existido un poblado en la loma de Puenes, ya que según investigaciones del historiador Jorge Luis Piedrahíta, este fue una de las varias "Villaviciosa de la Concepción" que fundó e intentó consolidar Pedro de Puelles, y que fue destruida por los indígenas; de hecho, el mismo nombre de "Puenes" se origina en remembranza al apellido de este aventurero y conquistador español. Sin embargo, pese a haber quedado desvirtuada esta fecha y sus protagonistas, las parroquias de aquel entonces tenían la misma connotación de poblado, tal como se explica anteriormente.
También se atribuía la fundación de Ipiales a Don Juan Caro en 1615, por el hallazgo de un documento en el cual informa sobre él mismo al cabildo de Pasto, en los siguientes términos: "Dejo levantadas doce casas que forman el pueblo de Ipiales y veintitrés moradores a quienes distribuyo tierras para sembrar, y una ermita”.
La historia también registra que más de un siglo después de consolidar la naciente villa, en 1713 Fray Juan Verdugo continúa y fomenta la colonización y poblamiento, la educación, la construcción y la agricultura, además de reorganizar la población.

### Independencia
La vocación libertaria de los ipialeños se manifestó el 6 de octubre de 1809, cuando participaron junto a gente de Pupiales, tuquerreños y comarcanos contra los realistas, en la batalla de la Tarabita de Funes. El 7 de septiembre de 1810, se firmó el acta de independencia de Ipiales y la región. El 5 de noviembre de 1822, es sacrificada la heroína nacional Antonia Josefina Obando por los realistas, frente a la desaparecida capilla de La Escala.

### Evolución republicana
Después de consolidarse el proceso de independencia de España, Ipiales —por constitución de 1832— es erigida como distrito parroquial, lo cual es equivalente a la creación del municipio. Por ley 163 del 23 de octubre de 1863 de la Asamblea del Estado Soberano del Cauca, se erige el municipio de Obando, con capital Ipiales; esta fecha es hoy en día la efemérides de la ciudad. En 1886 se constituyó la provincia de Obando, y por ley 1 del 6 de agosto de 1904 pasó a formar parte del departamento de Nariño. En 1908 y por reformas del gobierno de Rafael Reyes, se creó el Departamento de Ipiales, el cual existió tan solo durante 9 meses.

## Ubicación y geografía

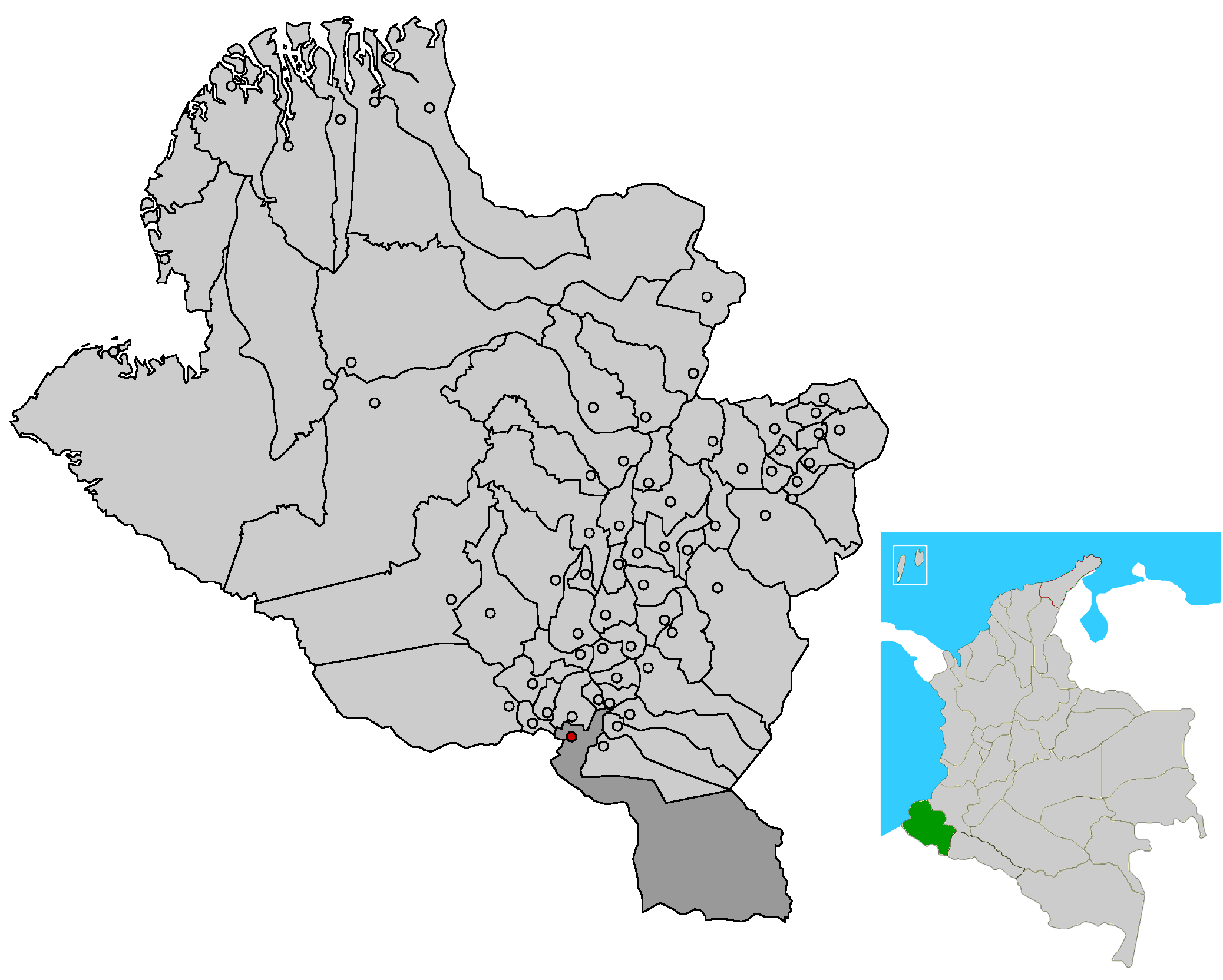
Localización del municipio de Ipiales en el Departamento de Nariño

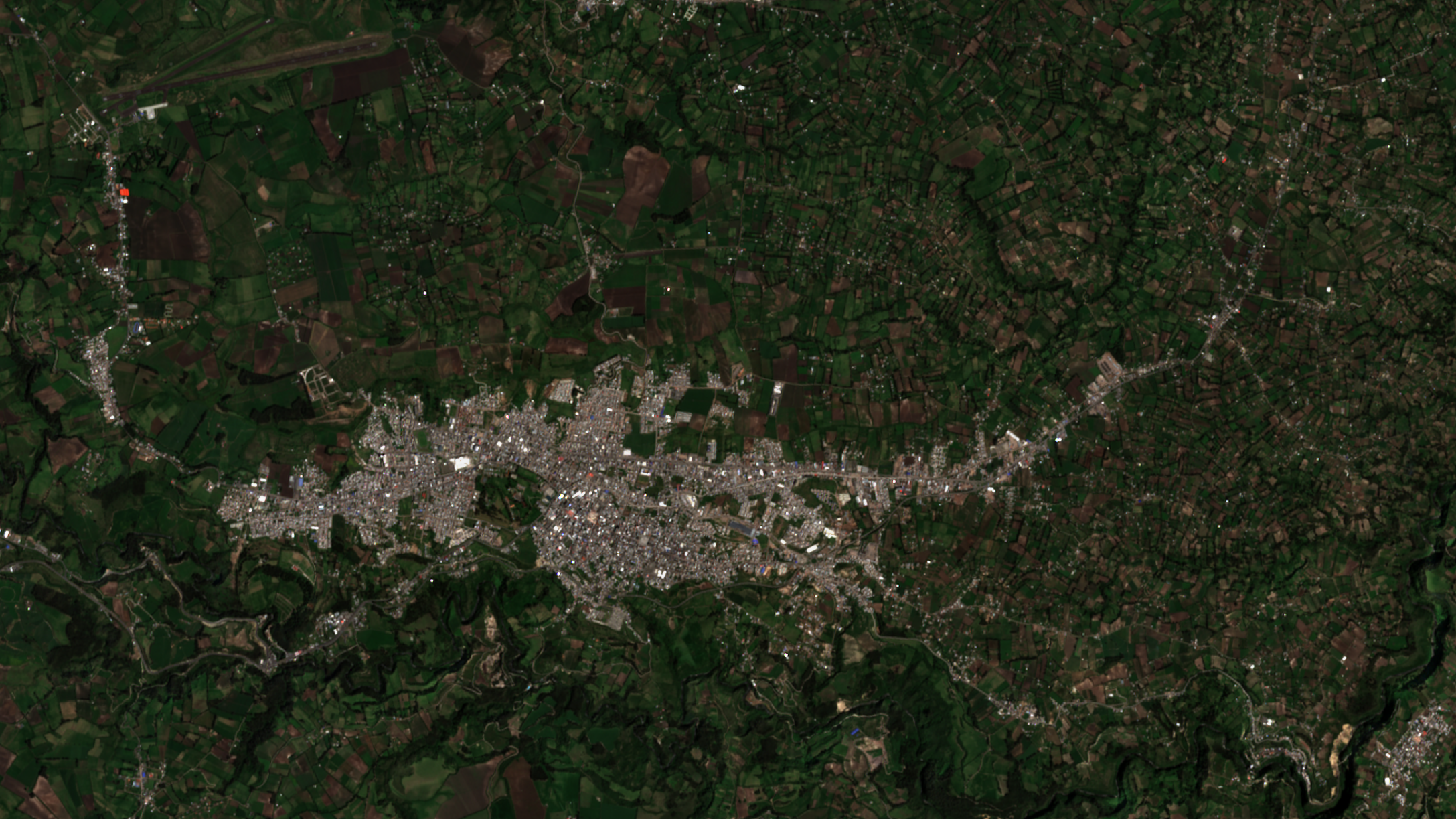
Imagen satelital de la ciudad de Ipiales, 26 de enero de 2024.

El territorio del municipio de Ipiales se ubica al suroeste de Colombia, y al sureste del Departamento de Nariño, en el altiplano de Túquerres e Ipiales, montañas de las cordilleras central y occidental, y el pie de monte amazónico. La ciudad de Ipiales se encuentra en la frontera colombo-ecuatoriana a 80 km (kilómetros) de Pasto, junto al Puente Internacional de Rumichaca sobre el río Carchi, río que en territorio nariñense se denomina Guáitara.

### Límites
Por el norte: con los municipios de Pupiales, Gualmatán, Contadero y Potosí; por el sur: con la república del Ecuador; por el oriente: con los municipios de Potosí, Córdoba, Puerres, y el departamento del Putumayo; por el occidente: con los municipios de Aldana, Cuaspud (Carlosama) y la república del Ecuador.

### Orografía
Los accidentes orográficos del municipio de Ipiales son parte del altiplano nariñense, del cañón del Guáitara, de la cordillera Occidental, del valle de Cofanía y parte de la llanura amazónica. En su territorio se encuentran los páramos de Mueses y El Palacio, los cerros Troya, La Quinta, Culachí, Negro, Francés, Tigre y Pax. Ipiales posee los pisos térmicos de páramo, frío, medio y cálido. La altitud promedio del casco urbano es de 2900 m s. n. m. (metros sobre el nivel del mar), siendo una de las ciudades más altas de Colombia.

### Hidrografía

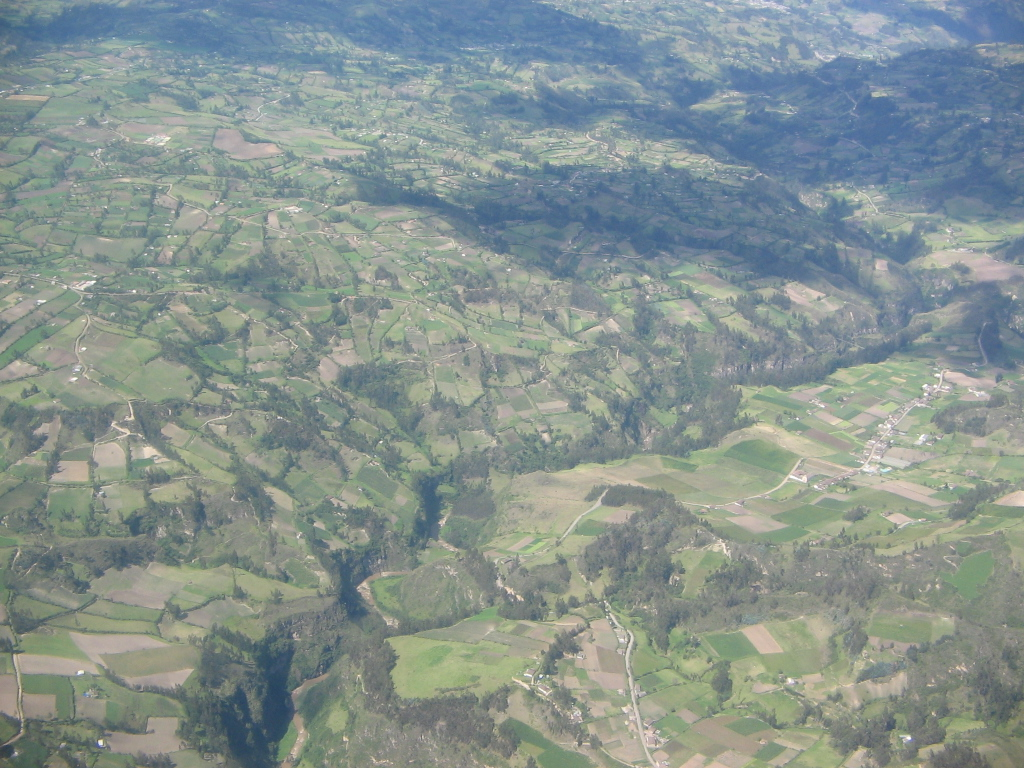
Paisaje del altiplano nariñense

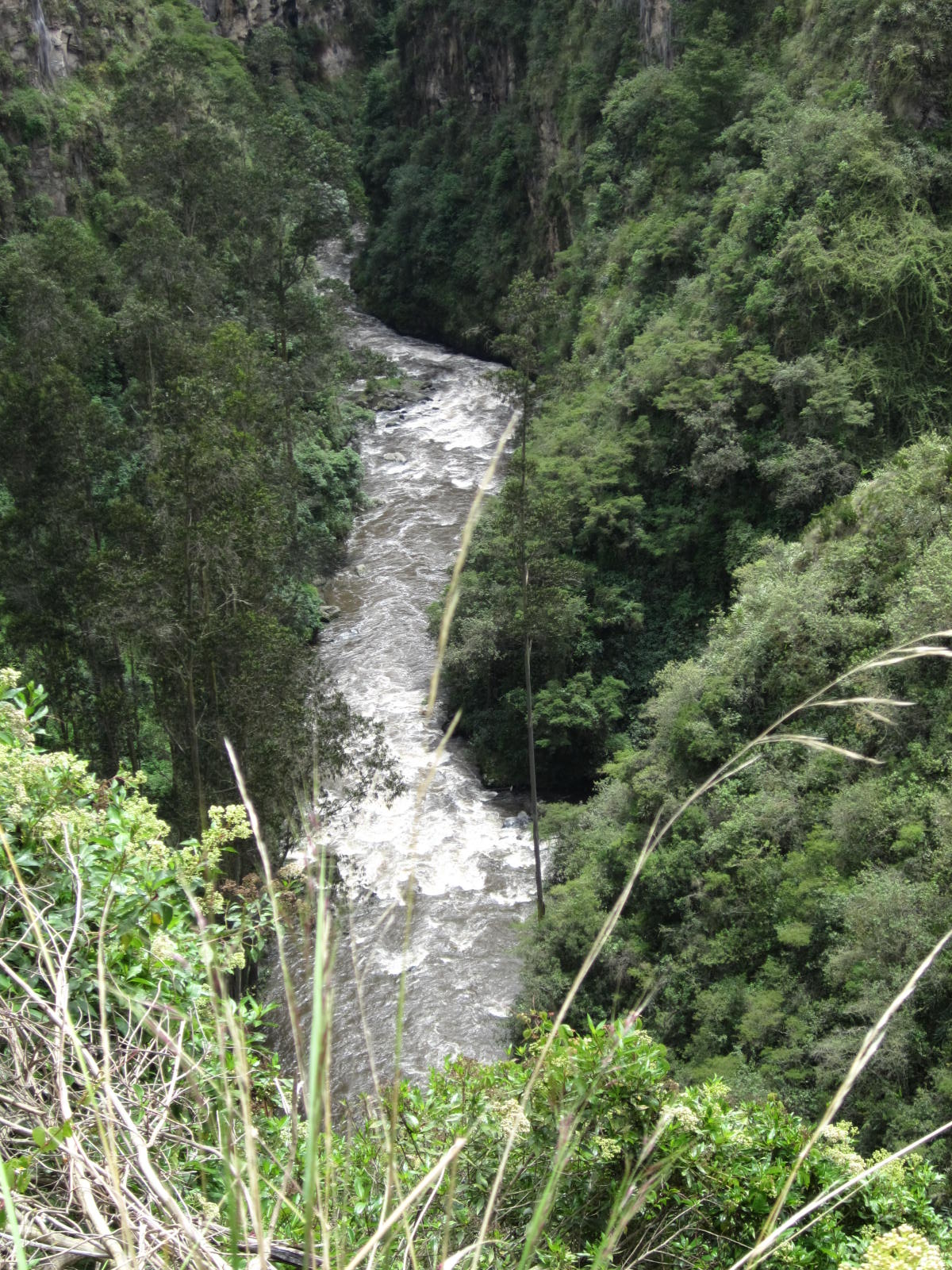
Río Guáitara, sector Las Lajas.

Está conformada por tres cuencas importantes:
1. Cuenca del río Guáitara, y sus afluentes: río Boquerón que en la parte alta es quebrada Doña Juana; río Blanco, Carchi, quebrada Morro, Teques o Pulcas, Orejuela, El Rosario, Cutuaquer.  El nombre del río Guáytara o Guáitara,  en lengua de los antiguos pastos significa río azul. Monseñor Mejía, dice: “ningún río sino el Guáitara ha profundizado más en nuestra tierra y ha cavado más en nuestra alma”.[16] También en los documentos de la Comisión de Vecindad en 1994, al referirse a la cuenca hidrográfica Carchi-Guáitara, se dice de este.[17] es “río ingeniero” por sus espectaculares abismos, su espectacular cañón y hermosos paisajes, en su trayecto de 135 km (kilómetros) hasta su desembocadura en el río Patía.[18]
2. Cuenca del río Chingual: que en su parte alta es la quebrada Pun o Chúnquer, y sus afluentes son los ríos San Francisco, Verde, Yamués y El Cultún.
3. Cuenca del río San Miguel y sus afluentes: los ríos Churuyaco, Sapoyaco, Rumiyaco, Kerosén, Lora y Ranchería.

## Clima
| Parámetros climáticos promedio de Ipiales (Aeropuerto San Luis), normales 1981-2010 | Parámetros climáticos promedio de Ipiales (Aeropuerto San Luis), normales 1981-2010 | Parámetros climáticos promedio de Ipiales (Aeropuerto San Luis), normales 1981-2010 | Parámetros climáticos promedio de Ipiales (Aeropuerto San Luis), normales 1981-2010 | Parámetros climáticos promedio de Ipiales (Aeropuerto San Luis), normales 1981-2010 | Parámetros climáticos promedio de Ipiales (Aeropuerto San Luis), normales 1981-2010 | Parámetros climáticos promedio de Ipiales (Aeropuerto San Luis), normales 1981-2010 | Parámetros climáticos promedio de Ipiales (Aeropuerto San Luis), normales 1981-2010 | Parámetros climáticos promedio de Ipiales (Aeropuerto San Luis), normales 1981-2010 | Parámetros climáticos promedio de Ipiales (Aeropuerto San Luis), normales 1981-2010 | Parámetros climáticos promedio de Ipiales (Aeropuerto San Luis), normales 1981-2010 | Parámetros climáticos promedio de Ipiales (Aeropuerto San Luis), normales 1981-2010 | Parámetros climáticos promedio de Ipiales (Aeropuerto San Luis), normales 1981-2010 | Parámetros climáticos promedio de Ipiales (Aeropuerto San Luis), normales 1981-2010 |
| Mes                                                                                 | Ene.                                                                                | Feb.                                                                                | Mar.                                                                                | Abr.                                                                                | May.                                                                                | Jun.                                                                                | Jul.                                                                                | Ago.                                                                                | Sep.                                                                                | Oct.                                                                                | Nov.                                                                                | Dic.                                                                                | Anual                                                                               |
| ----------------------------------------------------------------------------------- | ----------------------------------------------------------------------------------- | ----------------------------------------------------------------------------------- | ----------------------------------------------------------------------------------- | ----------------------------------------------------------------------------------- | ----------------------------------------------------------------------------------- | ----------------------------------------------------------------------------------- | ----------------------------------------------------------------------------------- | ----------------------------------------------------------------------------------- | ----------------------------------------------------------------------------------- | ----------------------------------------------------------------------------------- | ----------------------------------------------------------------------------------- | ----------------------------------------------------------------------------------- | ----------------------------------------------------------------------------------- |
| Temp. máx. abs. (°C)                                                                | 24.2                                                                                | 23.0                                                                                | 22.5                                                                                | 21.5                                                                                | 21.0                                                                                | 21.0                                                                                | 20.0                                                                                | 21.5                                                                                | 21.0                                                                                | 22.0                                                                                | 23.3                                                                                | 22.0                                                                                | 24.2                                                                                |
| Temp. máx. media (°C)                                                               | 16.3                                                                                | 16.4                                                                                | 16.3                                                                                | 16.4                                                                                | 16.0                                                                                | 15.1                                                                                | 14.6                                                                                | 14.9                                                                                | 15.9                                                                                | 16.8                                                                                | 16.9                                                                                | 16.6                                                                                | 16.0                                                                                |
| Temp. media (°C)                                                                    | 11.2                                                                                | 11.3                                                                                | 11.4                                                                                | 11.4                                                                                | 11.3                                                                                | 10.6                                                                                | 10.0                                                                                | 10.0                                                                                | 10.5                                                                                | 11.1                                                                                | 11.4                                                                                | 11.3                                                                                | 11.0                                                                                |
| Temp. mín. media (°C)                                                               | 5.8                                                                                 | 6.0                                                                                 | 6.4                                                                                 | 6.6                                                                                 | 6.6                                                                                 | 6.0                                                                                 | 5.1                                                                                 | 4.6                                                                                 | 4.6                                                                                 | 5.6                                                                                 | 6.2                                                                                 | 6.2                                                                                 | 5.8                                                                                 |
| Temp. mín. abs. (°C)                                                                | −1.4                                                                                | −0.7                                                                                | −0.5                                                                                | 0                                                                                   | 0                                                                                   | −0.8                                                                                | −2.3                                                                                | −1                                                                                  | −1.4                                                                                | −1                                                                                  | −2.4                                                                                | 0.2                                                                                 | −2.4                                                                                |
| Precipitación total (mm)                                                            | 73,9                                                                                | 71,7                                                                                | 95,2                                                                                | 102,1                                                                               | 82,5                                                                                | 51,4                                                                                | 40,5                                                                                | 31,7                                                                                | 42,6                                                                                | 84,9                                                                                | 100,9                                                                               | 97,2                                                                                | 874.6                                                                               |
| Días de lluvias (≥ 1 mm)                                                            | 19                                                                                  | 18                                                                                  | 20                                                                                  | 21                                                                                  | 22                                                                                  | 22                                                                                  | 20                                                                                  | 18                                                                                  | 17                                                                                  | 19                                                                                  | 20                                                                                  | 21                                                                                  | 236                                                                                 |
| Horas de sol                                                                        | 128.9                                                                               | 103.6                                                                               | 101                                                                                 | 106.6                                                                               | 124.1                                                                               | 126.4                                                                               | 132.9                                                                               | 132.3                                                                               | 122                                                                                 | 122.6                                                                               | 120                                                                                 | 130.8                                                                               | 1451.2                                                                              |
| Humedad relativa (%)                                                                | 83                                                                                  | 83                                                                                  | 84                                                                                  | 85                                                                                  | 85                                                                                  | 85                                                                                  | 84                                                                                  | 82                                                                                  | 81                                                                                  | 82                                                                                  | 83                                                                                  | 84                                                                                  | 83                                                                                  |
| Fuente: Instituto de Hidrología Meteorología y Estudios Ambientales                 |                                                                                     |                                                                                     |                                                                                     |                                                                                     |                                                                                     |                                                                                     |                                                                                     |                                                                                     |                                                                                     |                                                                                     |                                                                                     |                                                                                     |                                                                                     |

## Demografía
Según los datos procesados del censo 2005 del Departamento Administrativo Nacional de Estadística (DANE) y su proyección a 2024, Ipiales tiene 169.864 habitantes; siendo el 51,7 % de sexo femenino y 48,3 % de sexo masculino. La tasa estimada de crecimiento poblacional es de 2,28 % anual (2015-2017).
A continuación se detalla la evolución demográfica de Ipiales, de acuerdo a censos históricos discriminados por años de realización y su actual proyección:

| 1843 | 1853 | 1870   | 1912   | 1938   | 1951   | 1960   | 1964   | 1973   | 1983   | 1985   | 1993   | 2005    | 2010    | 2017    | 2024    |
| ---- | ---- | ------ | ------ | ------ | ------ | ------ | ------ | ------ | ------ | ------ | ------ | ------- | ------- | ------- | ------- |
| 5867 | 6646 | 10.500 | 13.919 | 24.538 | 28.860 | 32.290 | 39.734 | 49.775 | 54.539 | 69.894 | 70.965 | 109.865 | 123.341 | 145.100 | 169.864 |

### Composición étnica
Según las cifras presentadas por el DANE del censo 2005, la composición etnográfica del municipio es la siguiente.
| Composición étnica                                                                            |
| --------------------------------------------------------------------------------------------- |
| * Blancos y mestizos: 72,0 %, * indígenas: 27,7 %, * afrocolombianos: 0,2 %, * gitanos: 0,1 % |

## Economía

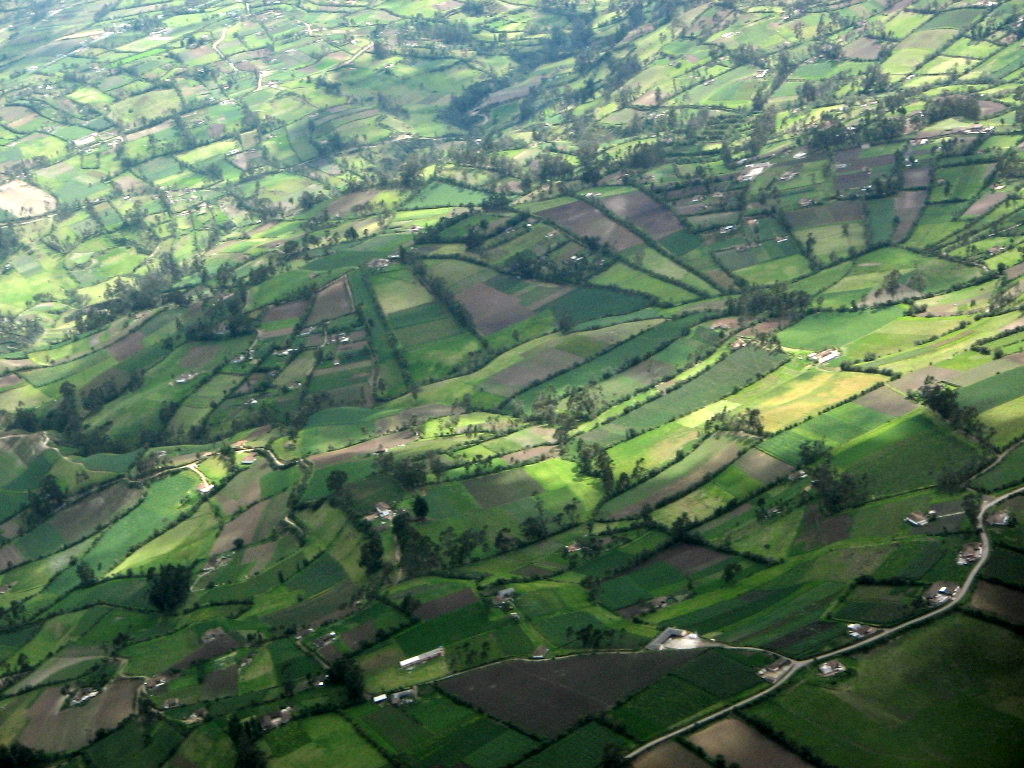
Paisaje nariñense en Ipiales

Los habitantes del municipio de Ipiales tienen como actividades económicas de importancia: el comercio, la microempresa, el turismo; y en la zona rural: la agricultura, la ganadería, las especies menores.  En minerales: el petróleo en la selva del Churuyaco, las canteras de piedra y artesanías en Las Lajas, recebo en Puente Viejo, arcilla en El Tejar. Los recursos naturales son abundantes en todo su territorio.
Ipiales es puerto fronterizo terrestre y aéreo, por donde fluye el comercio internacional de Colombia con los países andinos, ya que es uno de los pasos obligados; además goza del intercambio comercial con los municipios de la exprovincia de Obando. Como paso de viajeros desde países del área andina, en especial desde Ecuador, es la segunda frontera más importante de Colombia.
Entre Colombia y Ecuador existe una amplia legislación para regular el paso de personas y vehículos, con tratados y convenios internacionales en materia económica y relaciones fronterizas, en todos los aspectos sociales culturales y económicos. Se cuenta por ejemplo con la Comisión de Vecindad e Integración Colombo-Ecuatoriana de 1989, la Zona de Integración Fronteriza de 1993, la Ley de Fronteras de 1995 y la Zona Económica Especial de Exportación de 2000, para mejorar el desarrollo económico, institucional y social de la región, facilidades que están por aprovechar para el desarrollo fronterizo.

## Medios de transporte
Ipiales es un municipio comunicado efectivamente por transporte terrestre y aéreo.

### Acceso aéreo
Ipiales cuenta con el aeropuerto San Luis, ubicado a menos de 5 minutos de su casco urbano. Este aeropuerto dispone de 2 pistas de aterrizaje: la más antigua de 1700 m (metros) de longitud (año 1940); y la nueva y moderna pista de 2500 m inaugurada en octubre de 2015, la cual permite la operación de aeronaves como los Airbus 320 o similares y también operaciones nocturnas. Actualmente se encuentra prestando su servicio con rutas a Popayán, Cali, y Bogotá ofrecidas por las aerolíneas Satena y Avianca. Este aeropuerto culminó a finales de 2022 una segunda fase de ampliación, consistente en el mejoramiento de las instalaciones de su terminal de pasajeros y la infraestructura de plataforma; adicionalmente la Aerocivil anunció en mayo de 2023 la inversión de recursos durante los próximos 4 años, destinados a la construcción de una nueva y más amplia infraestructura para el terminal aéreo, zonas de parqueo, cuartel de bomberos y una nueva torre de control. El aeropuerto San Luis es reconocido por la belleza paisajística de su entorno, y también porque goza a lo largo del año, de un clima que permite operaciones aéreas de manera ininterrumpida, favoreciendo a sus usuarios gracias al constante cumplimiento en la programación de sus vuelos.

### Acceso terrestre
Ipiales está conectada por la carretera Panamericana con la ciudad de San Juan de Pasto —capital departamental— a una distancia cercana a los 80 km (60 de ellos en vía de doble calzada) y con la vecina ciudad ecuatoriana de Tulcán (a menos de 10 km). Además también está conectada por vías de segundo y tercer orden, con municipios de otras subregiones del Departamento de Nariño, como Túquerres y Tumaco, y con los municipios aledaños del sur del departamento.

#### Distancias desde Ipiales hacia otras ciudades
| Ciudad en Colombia | Distancia (km) | Ciudad en Ecuador | Distancia (km) |
| ------------------ | -------------- | ----------------- | -------------- |
| Túquerres          | 40             | Tulcán            | 10             |
| Pasto              | 80             | San Gabriel       | 48             |
| Tumaco             | 229            | El Ángel          | 85             |
| Popayán            | 370            | Maldonado         | 97             |
| Cali               | 475            | Ibarra            | 131            |
| Medellín           | 872            | Otavalo           | 150            |
| Bogotá             | 892            | Quito             | 270            |
| Barranquilla       | 1583           | Guayaquil         | 668            |

## Festividades y eventos
En Ipiales se celebran seis eventos importantes con sus particulares características, que concentran a miles de ipialeños y visitantes al año, y además benefician a la región económica y turísticamente.

### Carnaval multicolor de la frontera
Llamado desde 1930 Carnaval de Ipiales, es la versión local del Carnaval de Negros y Blancos, un evento atractivo que concentra a multitud de personas en las calles de la ciudad, y es la demostración del ingenio, la creatividad del artista local, y la sana convivencia de sus habitantes. Esta "festividad costumbrista única en el continente y quizá en el mundo" se celebra anualmente con la sucesión de los siguientes eventos: 2 de enero, el carnaval de la juventud, con música y desfile; 3 de enero, el carnaval de la provincia, con participación de los municipios cercanos y de la frontera; 4 de enero, el carnavalito, con muestras artesanales de los niños; 5 de enero, la "entrada de la familia Ipial", se recrea la parte ancestral y las costumbres locales, además del "juego de negros" con cosmético, espuma, serpentinas y talco; y el 6 de enero, "día de blancos", con los citados elementos de juego, es un día para admirar gigantescas y artísticas carrozas en desfile de concurso por las calles de la ciudad, con temáticas del folclor andino y universal. Los desfiles de esta celebración incluyen adornos plásticos, disfraces individuales y por pareja, comparsas de danza, teatro y murgas. En todos estos días hay presentación de orquestas de renombre internacional y locales, baile y jolgorio popular.
|                                   |
| Carroza en el carnaval multicolor |

|                                   |
| Carroza en el carnaval multicolor |

### Semana Santa

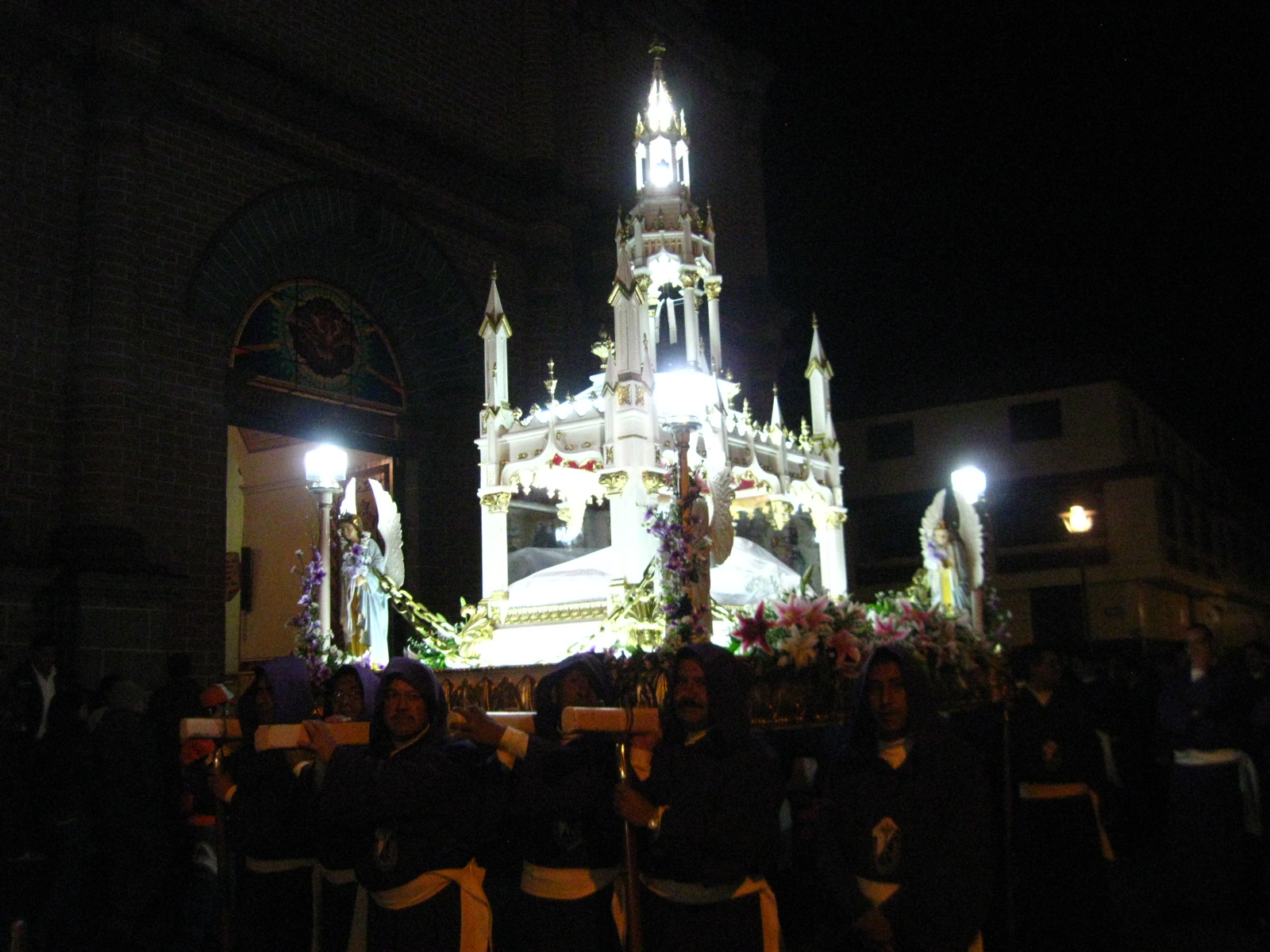
Procesión del Viernes Santo, Santo Sepulcro de la Catedral.

En Ipiales se celebra la Semana Santa, con procesiones sacras, vivencias espirituales y familiares. Además, existe la costumbre centenaria de compartir “los doce platos y las tres ollas” con su variada gastronomía local. Es notable la multitudinaria peregrinación al Santuario de las Lajas, destino religioso y cultural. La Semana Mayor se inicia el Domingo de Ramos y continúa el Martes Santo, con la procesión de las siete caídas. El Jueves Santo con el lavatorio de los pies, la visita a los monumentos, y los conciertos de música religiosa en todos los templos de la ciudad, congregando a muchas gentes. El Viernes Santo con el vía crucis, la adoración a la Santa Cruz y la solemne procesión por las calles céntricas de la ciudad en horas de la noche, con más de 40 pasos o motivos de imágenes sagradas que llevan las Asociaciones Religiosas de la iglesia Catedral, y que es admirada por una multitud de personas.
La Semana Santa de Ipiales, fue declarada por el Concejo Municipal como Patrimonio Cultural Inmaterial del Municipio, por Acuerdo N.º 47 del 27 de noviembre de 2012, un acto importante que reconoce las tradiciones religiosas y populares, y las cataloga en el calendario nacional.
|                          |
| Monumento en la Catedral |

|                                         |
| Vía crucis - Estación en el Grupo Cabal |

|                                                |
| Procesión Viernes Santo - San Juan Evangelista |

|                                             |
| Viernes Santo - Señor de la Buena Esperanza |

### Fiesta de la Virgen de Las Lajas

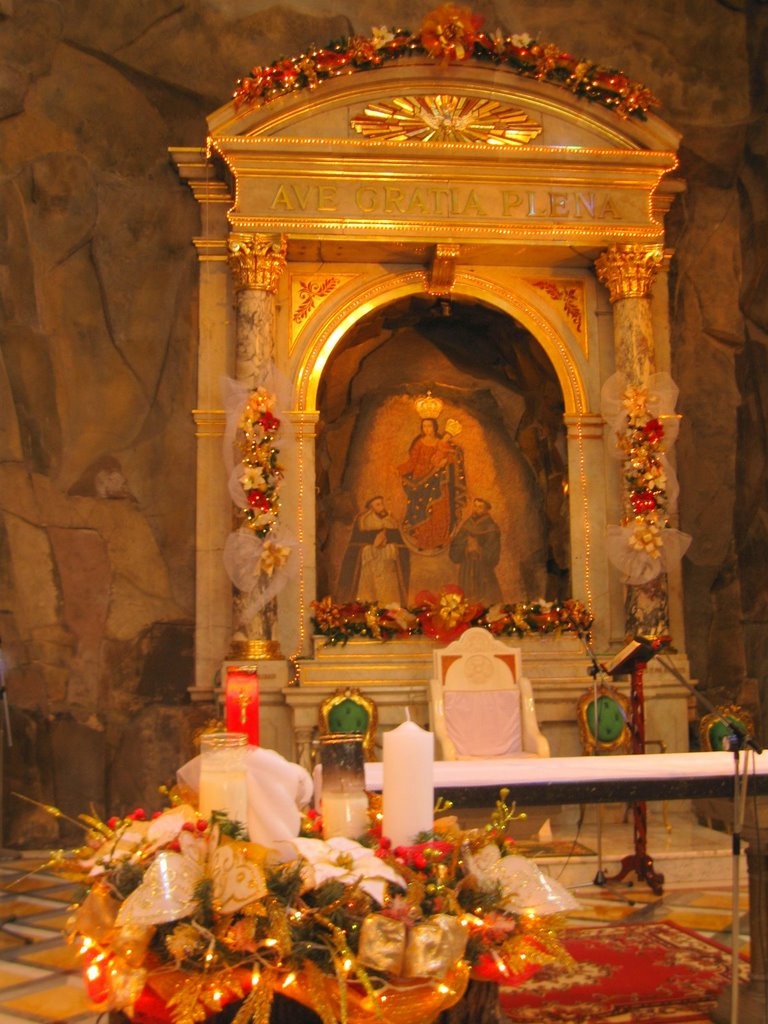
Virgen del Rosario de las Lajas

En honor a Nuestra Señora de las Lajas, "la Virgen Mestiza" como la llama la tradición, o "de la Roca", en el decreto de coronación canónica.  Los orígenes de la fiesta datan desde cuando la feligresía de Ipiales y sus alrededores, celebraron junto a fray Gabriel de Villafuerte la primera misa de la aparición milagrosa, el 15 de septiembre de 1754. De entonces se acrecienta la festividad, con millares de peregrinos de Colombia, Ecuador, de otros países, y de la comarca, que acuden fervorosos a celebrarla cada 16 de septiembre. Inician con el quincenario, los fiesteros de cada día son cerca de 500, representados en comunidades de las parroquias cercanas, quienes vienen en romerías; homenajean a la Virgen con actos litúrgicos y programas culturales. Es una fiesta multitudinaria, sin igual, esplendorosa, plena de fe que asombra al más incrédulo.

### Festividades navideñas y de fin de año

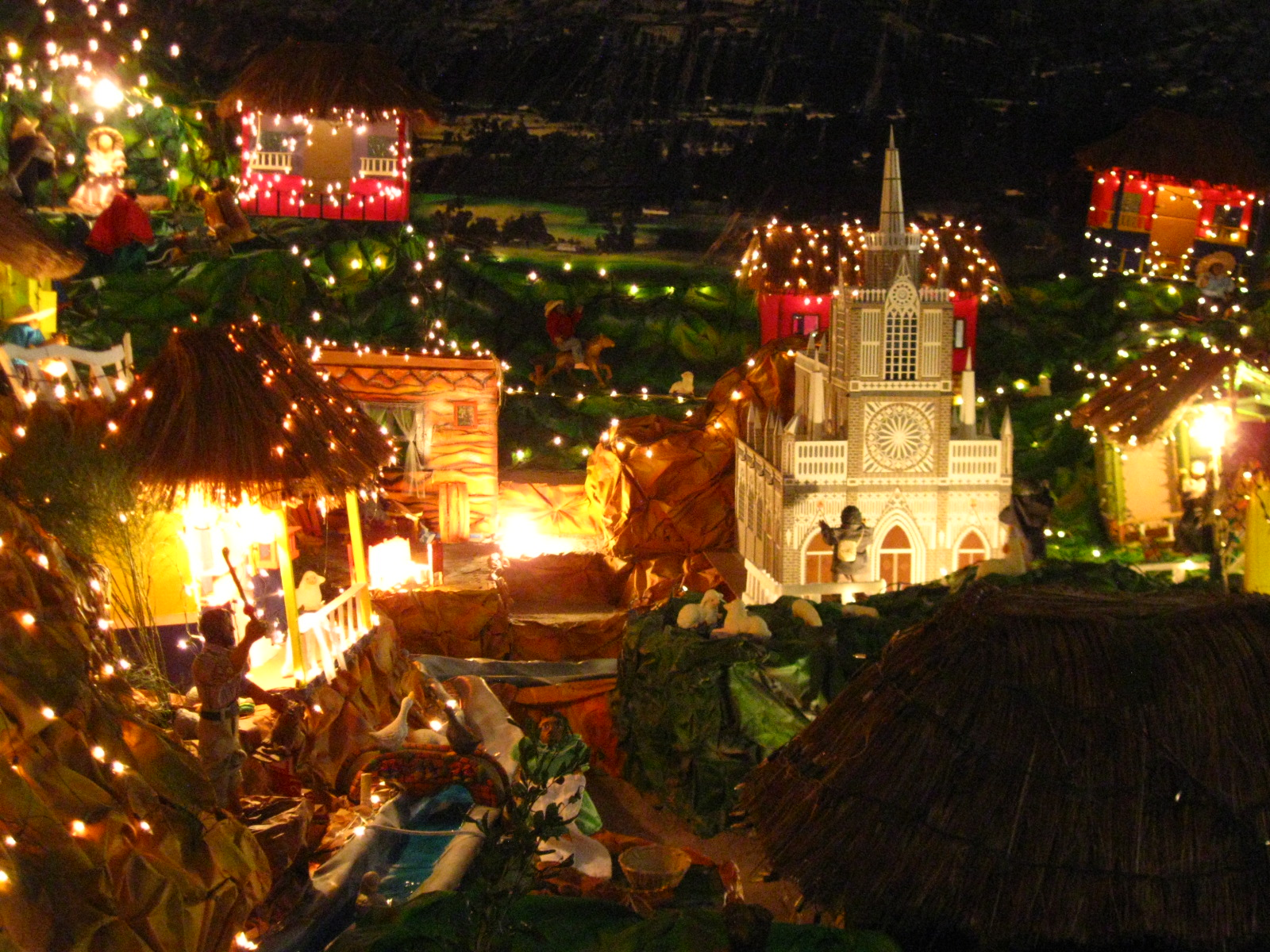
Pesebre navideño en la catedral

Época de gran regocijo, en noviembre se inicia la iluminación con motivos navideños en: parques, templos, oficinas públicas y privadas, barrios, avenidas, casas oficiales y particulares, varios en concurso; también del pesebre ecológico y de villancicos. Los pobladores visitan centros comerciales, lugares turísticos, y las familias comparten las fiestas navideñas, que comienzan el 7 de diciembre, el día de las velitas en los barrios; el 15, la novena de Navidad en los templos con afluencia de feligreses; el 24, el pase del Niño, en la catedral, San Felipe Neri y la Medalla Milagrosa; el 24 y 25, se comparte en familia: regalos, galletería, dulces y comida típica; el 28, se juega a los inocentes y recreación oficial; el 31, la despedida del año viejo en concurso, con el desfile monumental de figuras gigantes de personajes locales o regionales, las viudas con disfraces atractivos, y los testamentos, composición picaresca del acontecer cotidiano y nacional.

### Festival Internacional Ipiales Cuna de Grandes Tríos
Este evento denominado oficialmente "Festival Internacional de Tríos: Ipiales cuna de grandes tríos", se realiza desde el 2008, los días 22 y 23 de octubre, en el marco de las festividades de la municipalidad conmemorando la fundación de Ipiales como municipio.
Declara PATRIMONIO CULTURAL DE LA NACIÓN con ley 1894 de 2018 por el Congreso de la República.
El eje de la fiesta es la música de tríos como expresión cultural importante en el municipio de Ipiales. El Festival congrega a turistas nacionales y extranjeros, atraídos por la música de cuerda y el contenido de las letras de las canciones, interpretadas por tríos locales e internacionales.
En su versión III en el 2010, el festival tuvo la participación de México con los tríos Azul Bohemia y Enlace; Perú con el trío Los Morunos; Puerto Rico con el trío Los Condes; por Cuba, el trío Ledema; Ecuador con el trío Pambil, y Venezuela con el trío Los Bi-reyes de Valencia. Por Colombia participaron 13 tríos provenientes de distintos departamentos

### Festival Ipiales Cine Sin Fronteras

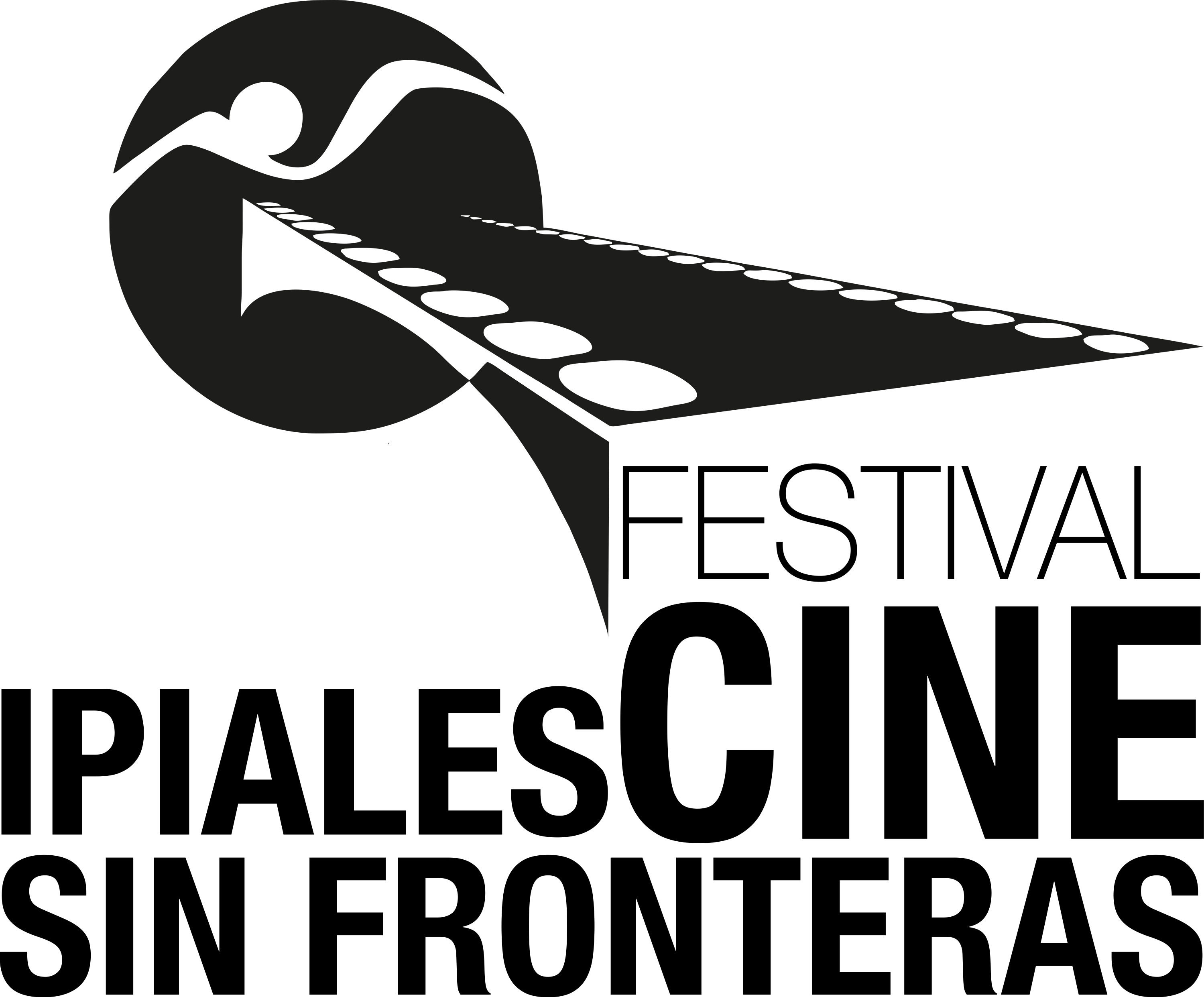
[https://www.facebook.com/Ipiales.Cine.Sin.Fronteras.Festival/ Ipiales Cine Sin Fronteras

El evento que se perfila como uno de los más importantes en la hoy llamada "Capital del Sur" y que se ha bautizado como  Festival Ipiales Cine Sin Fronteras está realizado por Edison Albeiro Romero Romero (director), Yesid Barona (coordinador) y Nereida Figueroa (productora). El festival nace en el año 2016 con la intención fundamental de incentivar y difundir el trabajo de nuevos realizadores. Es por eso que se ha creado este espacio para juntarnos y hablar de cine, disfrutar con las películas proyectadas y crear en Ipiales el justo lugar y momento para la cultura cinematográfica. Varios realizadores de la región han trabajado proyectos cinematográficos y no han encontrado un espacio especial para la difusión de sus obras; en virtud de ello, es objetivo primordial que este festival se fortalezca para que crezca en proyecciones, invitados y público en general, buscando ser uno de los eventos culturales mejor posicionados en el sur occidente de Colombia. Este proyecto se ejecuta con visión hacia la formación de públicos y creación de espacios e incentivar a los realizadores de cortometrajes para que tengan el lugar y la oportunidad de mostrar sus producciones y obras, además realizar otras actividades de formación y de exhibición. Participar en producciones locales con el fin de fortalecer el sector cinematográfico en Ipiales, y el departamento de Nariño con miras a ejecutar productos de calidad y candidatos a participar en festivales de cine nacional e internacional.
En los últimos años en Colombia la cinematografía ha avanzado y se ha ido consolidando como un proceso de expresión artístico y cultural, pero también como una industria cultural. El cine es arte y el cine es industria, para que esta premisa se cumpla no solo se debe producir, es necesario que el cine sea visto por los espectadores en Colombia. El festival Ipiales Cine Sin Fronteras cumple este propósito general: programar y proyectar las películas para que puedan ser apreciadas y reconocidas.
El cine corto es un cine de autor, es una expresión fiel de lo que podría llamarse cine nacional. El festival Ipiales Cine Sin Fronteras quiere consolidarse como un espacio para apreciar los productos audiovisuales realizados en los últimos años, permitiendo ver en alguna medida el estado del cine en este territorio y tener puntos de partida para las nuevas realizaciones.
Además, esta muestra se acompaña de un espacio para la reflexión sobre el proceso de producción audiovisual, para su análisis y reflexión, convirtiéndose en un espacio privilegiado del cual saldrían deliberaciones importantes tanto para los realizadores como para los espectadores de la región sur occidente de Colombia y norte ecuatoriano principalmente.[cita requerida]

## Cultura
Ipiales tiene una amplia actividad intelectual, artística, social;  entendiéndose como cultura todo el quehacer del hombre, en sus más diversas manifestaciones.
En lo temático y de difusión existen programaciones organizadas por los instituciones y grupos culturales: exposiciones, conferencias, conciertos, presentaciones artísticas, musicales, teatrales, danzas, recitales, cuenteros, cine, encuentros de indígenas, fiestas patronales, gastronomía, artesanías, turismo ecológico, caminatas, etc.

### Entidades culturales

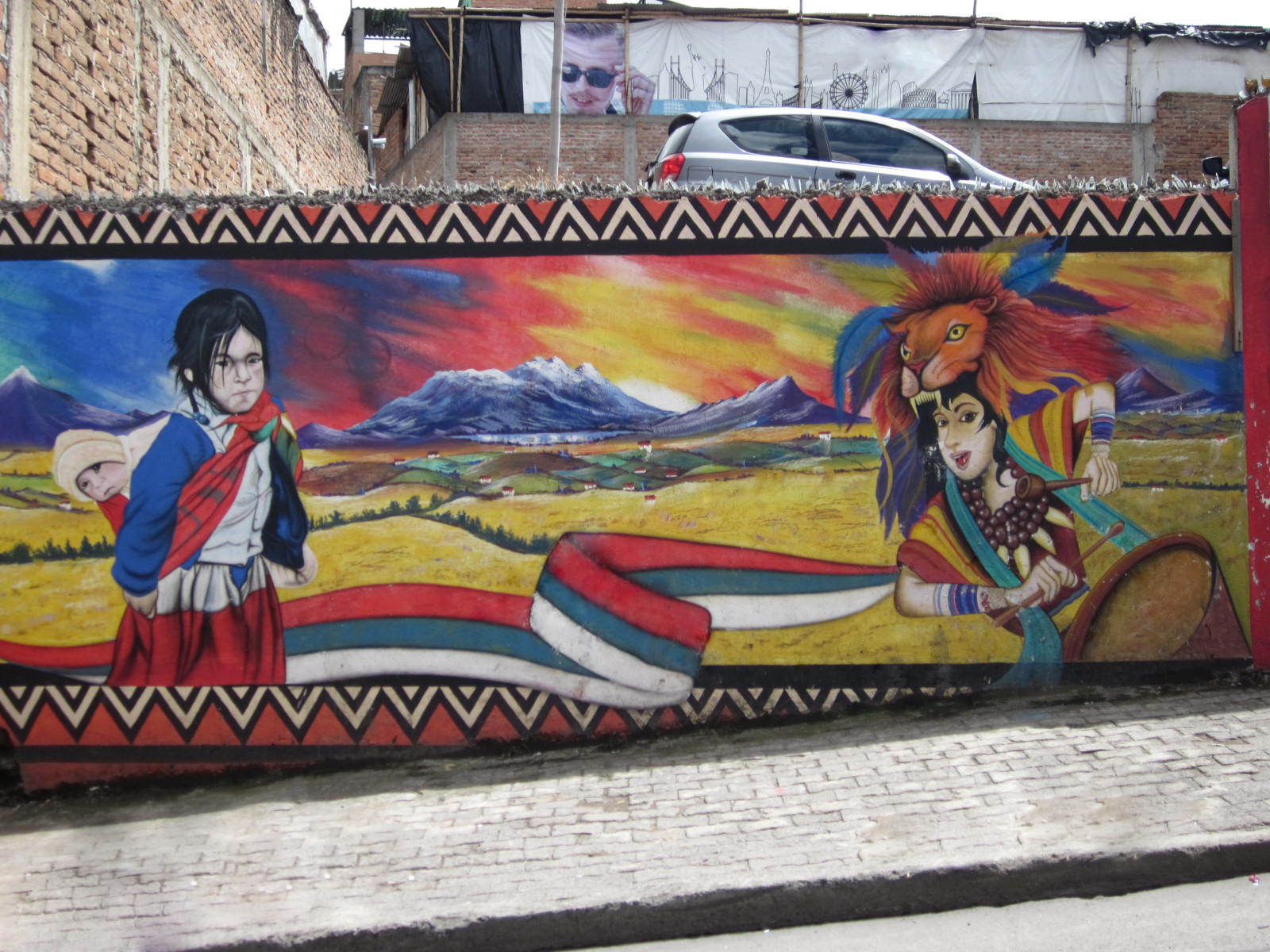
En el sector cultural, se exhiben hermosos murales, con temática regional y de paisajes andinos.

La Casa de la Cultura, fundada el 8 de noviembre de 1971. Programa exposiciones de pintura, cursos, conferencias, presentaciones de cine, y la biblioteca pública; apoya al grupo Batuta, y a la Banda Municipal de Músicos, que tienen su retreta cada viernes.
El Área Cultural del Banco de la República, tiene programación anual, con exposiciones, conciertos, conferencias, cursos, y la biblioteca pública. En ocasiones llevan sus servicios al parque y a otras entidades.
La “Sociedad El Carácter”, fundada el 1 de diciembre de 1913, organización centenaria, patrimonio cultural del municipio y referenciada como la más prestigiosa del Departamento de Nariño.
Entre otras entidades culturales se cuenta con el Centro Cultural Binacional y la Casa Cultural Montalvina en la casa de Aduanas del puente natural de Rumichaca, Coros Cantares del Sur, La Coral del Miserere, el Grupo Cultural “Cincel”, revista cultural Pan de Maíz, Grupo “Los Chasquis”, Fundación cultural “Familia Ipial”, Grupo de Danzas Amanecer Andino, Academia Artística D’Abreo (escuela de danza), Fundación Pioneros, Sala Luna Teatro,  Asociación de Artistas y Artesanos del Carnaval del Sur, Arte y Magia del Carnaval,  Fundación “Antonia Josefina Obando”, el Centro de Estudios Históricos Binacional, el Centro Histórico Nación de los Pastos, entre tantas otras organizaciones.

### Museos
La ciudad es un gran museo, por sus casonas de arquitectura republicana que deberían conformar el centro histórico; también por los hermosos templos, que albergan valiosas esculturas religiosas y sus plaza principal con la Efigie de la Independencia.
El museo fotográfico de Don Teófilo Mera, una joya interesante que alberga la historia gráfica de Ipiales. Parte de ella se exhibe en la heladería 20 de Julio, y otra innumerable en residencias particulares, o de manera esporádica en exposiciones y publicaciones diversas.
El museo de Las Lajas, con la historia del Santuario y de la Virgen, en fotografías y reliquias religiosas en escultura, pintura y vestuario eclesiástico. También alberga una muestra de la riqueza cultural precolombina de los indígenas pastos.
La galería de arte de Carlos Rosero Vozmediano, con muestras de plástica regional y utensilios de antaño.
Adicionalmente, los talleres de pintura de varios maestros ipialeños con factura valiosa, y las muestras en fotografía antigua y de paisajes, propios para exposiciones permanentes o itinerantes.

## Turismo
En Ipiales se visualizan varios aspectos en el turismo, que le imprimen a la comarca un potencial valioso:
Arquitectónico: el Santuario de las Lajas, el centro poblado de Las Lajas, la Casa de Aduana; los parques, templos, casonas republicanas del centro histórico, el barrio El Gólgota y otros sectores; los edificios de la Alcaldía Municipal,  el Grupo militar Cabal, el estadio, coliseo, el Centro Recreacional Ipiales 2000, la Terminal de Trasportes, el Banco de la República, el Centro de Estudios Universitarios, la sociedad El Carácter, La Casa de la Cultura, el convento San Felipe Neri, entre otros.
En 2018, CNN Travel eligió a Ipiales como uno de los «nueve pueblos más bonitos de Colombia».
Religioso: la peregrinación y fiesta de la Virgen de las Lajas, la Semana Santa en Ipiales; las imágenes, templos y capillas del sector urbano y rural de Ipiales.
Cultural: el Carnaval Multicolor de la Frontera, la efemérides de la Municipalidad de Obando, el museo de Las Lajas; varios eventos que realizan las entidades culturales y las instituciones educativas.
Ambiental: el Centro recreacional Simón Bolívar, el cañón del río Guáitara; el humedal Puente del Negrito cerca de la ciudad, y el Cerote en Yaramal; las cascadas de: Teques, el Boquerón, Inagán; la selva del Churuyaco y valle de Cofanía; los cerros: Negro, La Quinta y Troya. Varios senderos ecológicos.
Paisajístico: “el mirador” de la ciudad, para observar los volcanes Chiles y Cumbal, las nubes y sus atardeceres, el Santuario de las Lajas, el cañón del río Guáitara, las cascadas, los picachos de la cordillera Occidental, el altiplano andino con su minifundio, sus sembrados, su arborización nativa.
Recreativo: el Centro Recreacional Ipiales 2000, el Simón Bolívar; y con visión de futuro: el parque recreativo Los Mártires y la zona ecológica de Chorro Grande, que debe rescatarse como pulmón de Ipiales.
Gastronómico: en los barrios El Charco, los Chilcos, San Vicente, Puenes, San Luis; y en la nueva plaza de mercado actual.

### Santuario de Las Lajas

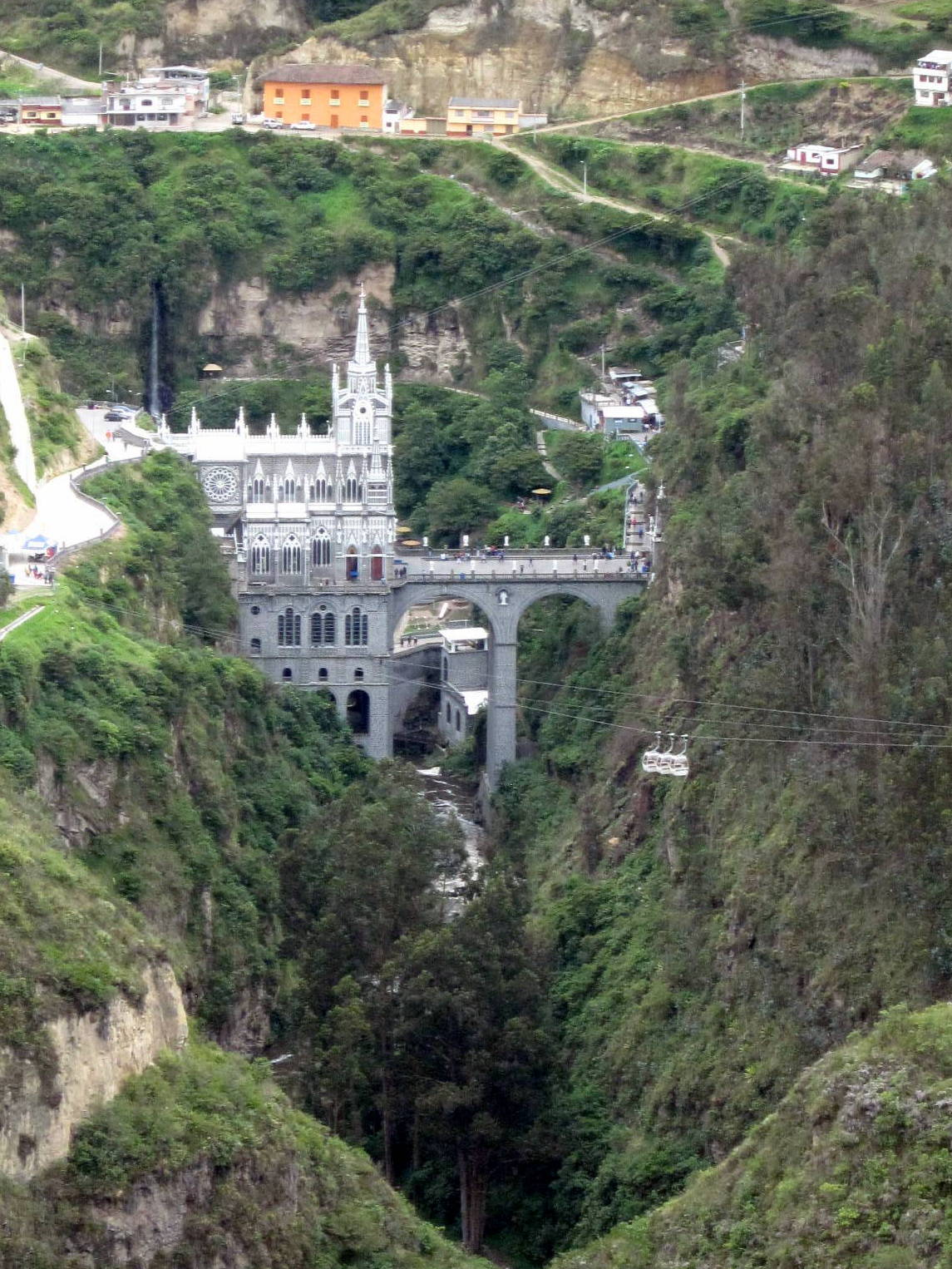
Santuario de las Lajas

El Santuario de la Virgen del Rosario de las Lajas, situado en Ipiales y a 11 kilómetros de la frontera con el Ecuador, es considerado maravilla de Colombia y del mundo. Destino cultural, religioso y turístico de millares de turistas y peregrinos de varios países que visitan el lugar cada año; lugar hermoso, espectacular y privilegiado sobre el abismo del río Guáitara, con su entorno de paisaje natural. La Virgen se apareció a María Mueses de Quiñones, indígena de Potosí, Nariño y a su hija Rosa, sordomuda de nacimiento, protagonistas del milagroso hallazgo, al exclamar: “Mamita, la Mestiza me llama”. El 15 de septiembre de 1754, fray Gabriel de Villafuerte y la feligresía del lugar, celebraron la primera misa y construyeron una ermita. La actual basílica de estilo gótico, se inició en 1916, y se concluyó el 20 de agosto de 1949. “Es un monumento perenne que flotará enhiesto a lo largo de generaciones y de siglos”.

### Plaza 20 de Julio
Antiguamente era conocida como Plaza Mayor, fue el primer parque de Ipiales (1910) en el centro de la ciudad y ha sido sometida a varias remodelaciones, la última en 2007, con un estilo moderno que contrasta con las construcciones que la rodean. En su entorno está la iglesia Catedral San Pedro Mártir, construida desde mediados del siglo XVIII, de estilo republicano, con un bellísimo altar tallado en madera y con obras de arte religioso. Al sur de la plaza está el Palacio Municipal, restaurado en 2006. En el centro, está la Efigie de la Libertad, levantada en 1930. Al costado norte, la casa donde vivió el escritor ecuatoriano Juan Montalvo, entre otras edificaciones de interés.

### Carrera Sexta

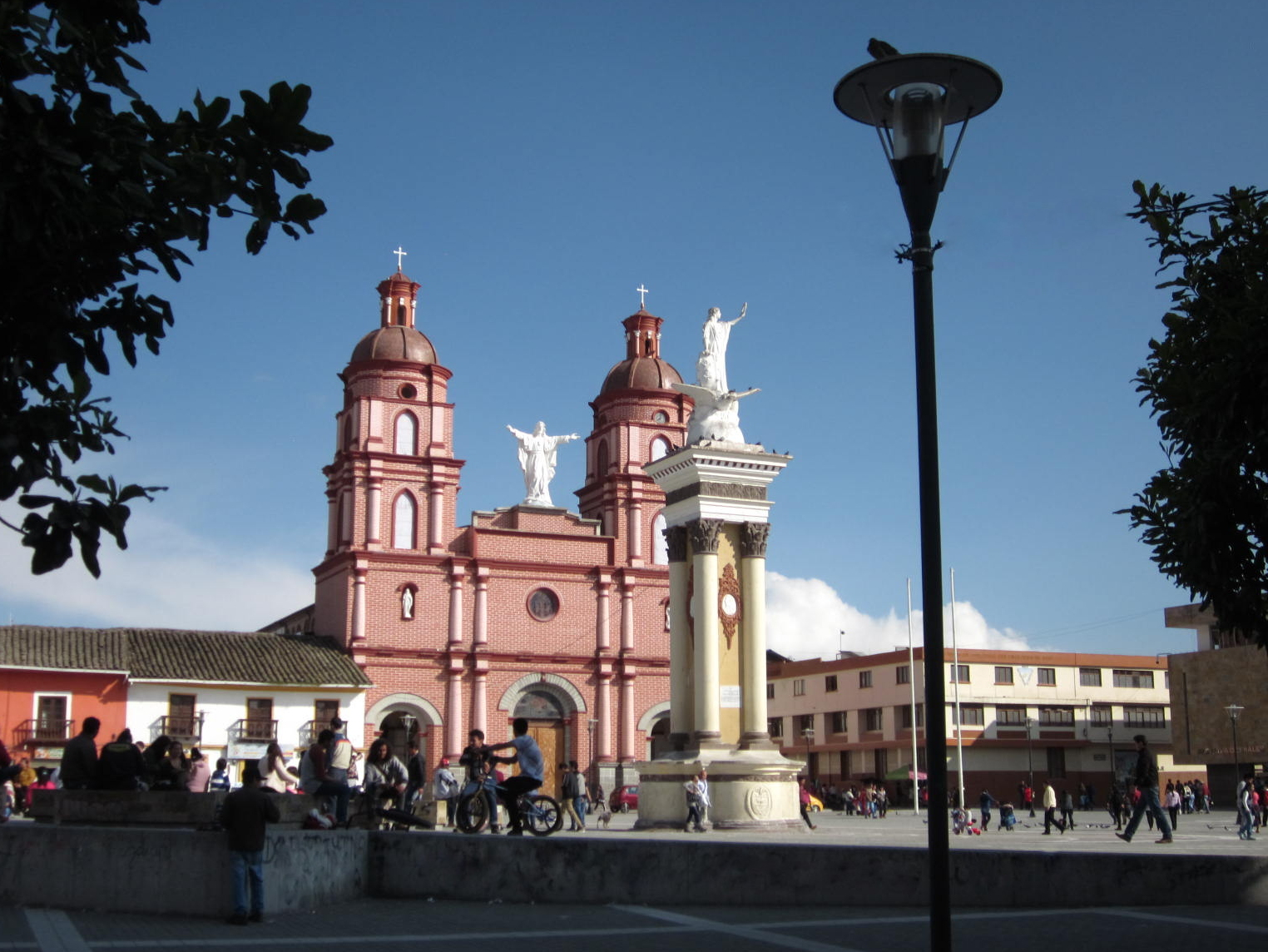
Catedral de Ipiales, efigie de la libertad, en la Plaza 20 de Julio.

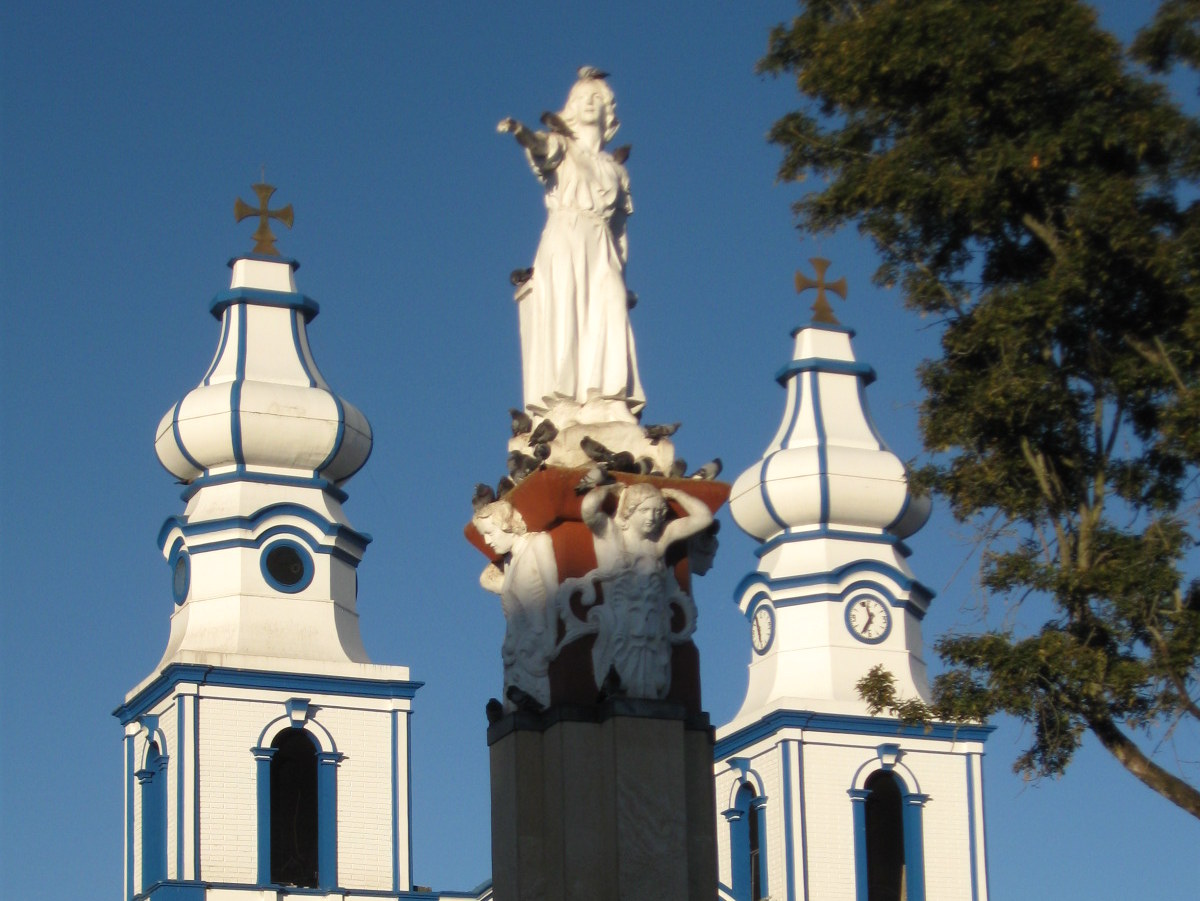
Templo de San Felipe, efigie de La Pola, parque central.

Principal arteria comercial de Ipiales. Su recorrido central y más tradicional desde el Parque Santander hasta la Plaza 20 de Julio, era llamado antiguamente Calle Real. Espacio alrededor del cual se ubican los principales negocios comerciales, bancos, supermercados, instituciones estatales y construcciones tradicionales de la ciudad; con evolución arquitectónica desde las edificaciones republicanas de 1 o 2 pisos, con sus balcones y techos salientes (formando el centro histórico), a construcciones más modernas de 5 a 14 pisos. En octubre y diciembre, se organizan eventos conocidos como los "sextazos" e "Ipiales Nocturno", con muestras artísticas y culturales hasta altas horas de la noche, y con promociones comerciales especiales.

### Puente Internacional de Rumichaca y Casa de la Aduana
En el sector de Rumichaca, del quechua: puente de piedra; existen tres puentes: el natural sobre el tortuoso río Carchi, desde la antigüedad es paso y unión de las dos naciones. En 1890, se trasladó la aduana de Carlosama a este lugar; en 1930, se construyeron las casas de aduana de Colombia y Ecuador; la primera remodelada en el 2009 por el Ministerio de Cultura, la Alcaldía de Ipiales y la Cancillería, donde funciona el Centro Cultural Binacional. Al occidente se observa el puente del diablo, de la que existen algunas leyendas.
El puente internacional de Rumichaca, construido sobre el río Carchi (o Guáitara como se denomina en territorio colombiano), se inauguró en 1972, está a 3 km (kilómetros) de la ciudad de Ipiales y a 10 km de Tulcán; es la arteria vial terrestre de intercambio comercial, cultural y turístico, en la línea fronteriza colombo ecuatoriana, sobre la vía Panamericana; en el 2011 se proyecta ampliarlo a cuatro carriles para agilizar el tránsito de vehículos y personas, y mejorar el comercio con un servicio de 24 horas.

### Parque Recreacional “Ipiales 2000”
Se encuentra en la vía al aeropuerto San Luis, junto al patinódromo "Diego Rosero Calad" con pista peraltada de patinaje de alto rendimiento de 200 m (metros), y otra de 300 m de ruta; la cancha para la práctica de hokey sobre patines; y una de half pipe “medio tubo” para deportes extremos; posee canchas alternas para la práctica de deportes como baloncesto, microfútbol, vóley playa (en arena), parques de juegos fijos para niños,  y la piscina cubierta semiolímpica y ‘climatizada’ con especificaciones de alta ingeniería y arquitectura.

### Barrio El Charco
Es un barrio tradicional de Ipiales, en el corredor ecoturístico, vía al Santuario de Las Lajas. Lugar donde se dan cita los turistas de Colombia y Ecuador, y lugareños, para disfrutar del delicioso plato típico del nariñense: el cuy asado, considerado el mejor del sur del país. Además: el sancocho de gallina criolla, envueltos de maíz, empanadas de harina, etc.
En el barrio se destacan los dibujos prehispánicos del pueblo de los Pastos, pintados en las fachadas de las viviendas, obra de 4 mil metros cuadrados del reconocido pintor Carlos Santacruz, con diseño único en Colombia, que es un legado, atractivo turístico y demostración de la gran riqueza y expresión cultural de nuestros antepasados; el proyecto general es organizar el “pueblito pasto”: con el entorno, la comida típica y artesanías.

### Ecoturismo
El  ecoturismo es el potencial que posee la región, y que debemos impulsar como plan de desarrollo de la comarca. Ipiales y sus alrededores, se caracterizan por su ambiente natural, paisajístico y que se puede transitar con facilidad, y como tal existen diversos sitios de interés y senderos ecológicos, y aprovechar al máximo ahora que existen grupos organizados con bicicletas y que pueden recorrer, así:
| • El Centro recreacional Simón Bolívar; el cañón del río Guáitara; las cascadas de: Téquez, El Boquerón, Inagán.                    |
| • El humedal Puente del Negrito al noroccidente de la ciudad; el Cerote en Yaramal; la cuenca del río San Francisco en La Victoria. |
| • La selva del Churuyaco y valle de Cofanía; los cerros: Negro, La Quinta y Troya; los frailejones en Llanogrande.                  |

#### Senderos
A continuación se dan los senderos ecológicos que se pueden visitar en bicicleta o en grupos de personas:
|  | - 1. Las Lajas, Inagán, Las Cruces. - 2. Ipiales, Rumichaca, Urbina, Puente Nuevo. - 3. Las Cruces, Loma de Zuras, Boquerón, San Juan. - 4. Ipiales, Tusandala, El Espino, Pusialquer, Aldana, San Luis. |  | - 5. Ipiales, humedal Puente del Negrito, Los Marcos. - 6. Puenes, La Frontera, Rumichaca, La Pradera, El Charco. - 7. Ipiales, Puente Nuevo, Yaramal, Puente Viejo. - 8. Ipiales, Teques, cerro Troya y La Quinta, etc. |

#### Panoramas

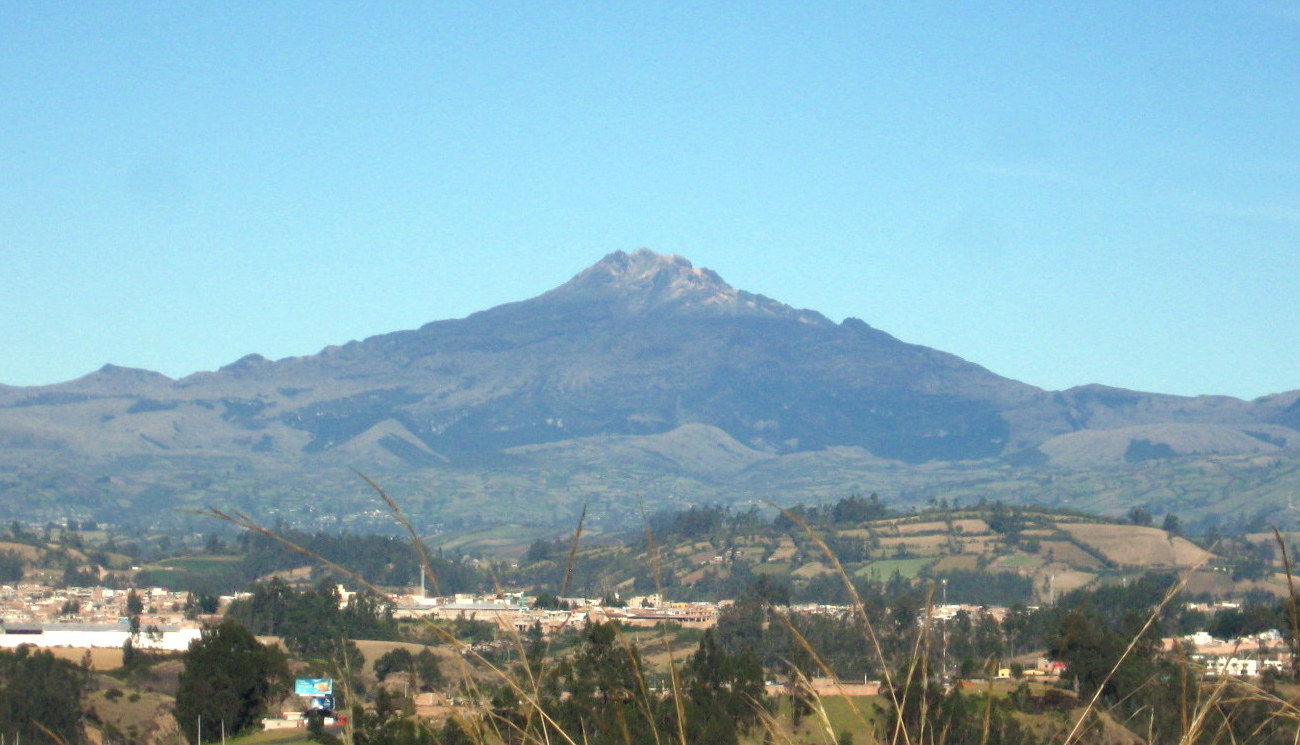
Volcán Chiles

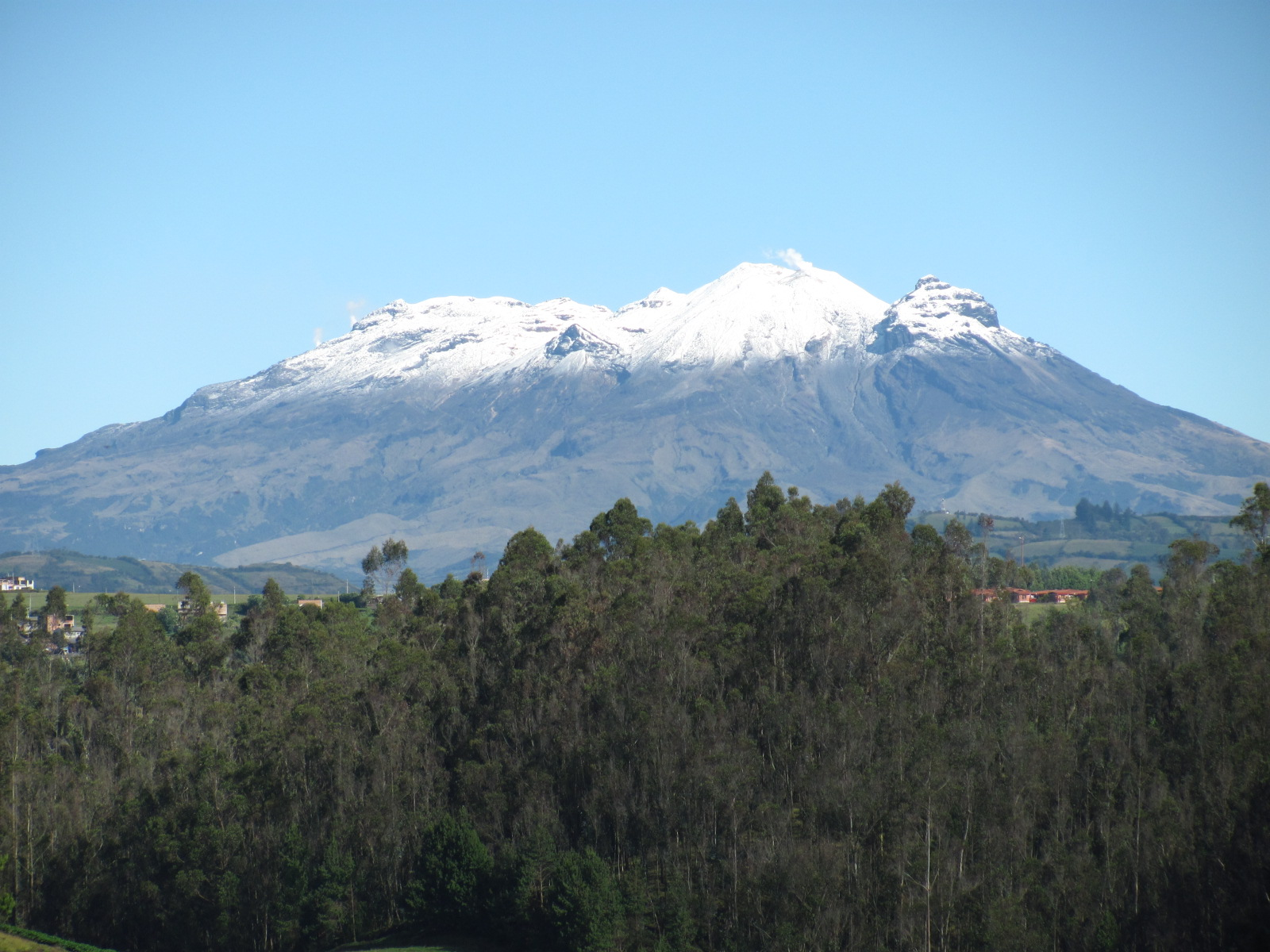
Volcán nevado de Cumbal

En las guías turísticas internacionales, Ipiales, aparece como “La ciudad de los tres volcanes”, tal vez porque cualquier sitio de esta ciudad, “es mirador” para observar con deleite y magnificencia los volcanes: Chiles, el Cumbal y el Azufral; este último y el Cayambe del Ecuador se lo observa desde el cerro El Espino, en Pupiales, vista que pueden disfrutar las gentes de la provincia de Obando y del Carchi, en un día de helada, coronados de nieves, y en la plenitud del Sol. Estos volcanes los incluimos como referencia ya que nos deleitan con un espectacular paisaje, aunque no están en predios del área municipal; como sí lo están los cerros: Negro, Troya y La Quinta, y los imponentes picachos de la cordillera centro-occidental, perteneciente al majestuoso Nudo de los Pastos.

## Gastronomía
Los ipialeños comparten las costumbres alimentarias o gastronómicas de todos los habitantes del altiplano sureño en Nariño y del norte del Ecuador, las cuales son resultado de la preservación de las costumbres originarias, del mestizaje hispanoamericano y de las influencias naturales en una zona de frontera y de referencia comercial para la región. Entre sus platos típicos se cuentan:
|  | - Cuy asado. - Sopa de arrancadas y sopa chorriada: elaboradas a base de pequeños trozos de masa de harina de trigo y papa. - Chara: sopa de cuchuco de cebada. - Carne de los Chilcos (carne asada de cordero). - Poleada: crema de maíz zarazo o choclo. |  | - Arneada: sopa de cuchuco de maíz pilado o molido. - Pan de maíz, al horno. - Hornado o cerdo hornado, se sirve con mote y papa cocida. - Champús. - Fritada con papa o maíz carpio tostado. - Envueltos, se elabora de choclo sarazo (maduro). - Tamales. |